# B.Delta26LNG
B.Delta26LNG bezeichnet einen Massengutfrachtschiffstyp. Der in zwei Einheiten gebaute Typ war der erste mit Flüssigerdgas angetriebene Handysize-Massengutfrachtschiffstyp.

## Geschichte
Der Schiffstyp wurde vom finnischen Schiffsarchitekturunternehmen Deltamarin in Turku entworfen. Von dem Typ wurden zwei Einheiten für die finnische Reederei ESL Shipping in Helsinki gebaut. Bestellt wurden die Schiffe im November 2015 bei der chinesischen Werft Sinotrans & CSC Qingshan Shipyard. Gebaut wurde eines der Schiffe auf der Werft Nanjing Jinling Shipyard und das andere auf der Werft China Changjiang National Shipping Group Jinling Shipyard. Die Schiffe wurden im August bzw. September 2018 fertiggestellt und abgeliefert. Das Investitionsvolumen für den Bau der beiden Schiffe belief sich auf rund 60 Mio. Euro.
Die Schiffe werden in erster Linie für den Transport von Massengütern im Nord- und Ostseeraum eingesetzt und versorgen beispielsweise die Schwerindustrie und Kraftwerke mit Rohstoffen, darunter die Stahlwerke des schwedischen Stahlkonzerns SSAB. Durch den Antrieb mit Flüssigerdgas halten die Schiffe die Abgasgrenzwerte der ECAs in der Nord- und Ostsee sowie die CO2-Grenzwerte des EEDI ein.

## Beschreibung
Die Schiffe werden von einem Dual-Fuel-Dieselmotor des Motorenherstellers MAN mit 6000 kW Leistung angetrieben (Typ: MAN 5G45ME-C9.5-GI). Der von STX in Lizenz gebaute Motor wirkt über ein Untersetzungsgetriebe auf einen Verstellpropeller. Für die Stromerzeugung stehen ein von dem Hauptmotor angetriebener Wellengenerator sowie drei von Dual-Fuel-Dieselmotoren, zwei MAN-8L23/30DF-Dieselmotoren mit jeweils 1000 kW Leistung und ein MAN-5L23/30DF-Dieselmotor mit 625 kW Leistung, angetriebene Generatoren zur Verfügung. Der Wellengenerator arbeitet im Normalbetrieb im PTO-Modus für die Stromerzeugung. Bei Bedarf, zum Beispiel in der Eisfahrt, kann er im PTI-Modus als Synchronmotor wirken und 1250 kW zusätzliche Leistung für den Antrieb bereitstellen. Als Notgenerator wurde ein von einem Cummins-Dieselmotor angetriebener Generator verbaut. Die Dual-Fuel-Motoren werden mit Flüssigerdgas betrieben. Sie können auch mit Biogas betrieben werden. Im Hafen können die Schiffe mit Landstrom versorgt werden. Zur Energieeinsparung sind die Motoren mit einem System zur Wärmerückgewinnung ausgestattet.
Die Schiffe sind mit einem jeweils elektrisch angetriebenen Bugstrahlruder mit 1000 kW Leistung und Heckstrahlruder mit 700 kW Leistung ausgestattet.
Die Schiffe verfügen über drei Laderäume. Laderaum 1 ist 40,0 m lang, 21,2 m breit und 15,4 m hoch, Laderaum 2 ist 26,4 lang, 21,2 m breit und 15,4 m hoch und Laderaum 3 ist 37,6 m lang, 21,2 m breit und 15,4 m hoch. Die Kapazitäten der Laderäume beträgt rund 12.500 m³ (Laderaum 1), rund 8.500 m³ (Laderaum 2) bzw. rund 12.000 m³ (Laderaum 3). Die Laderäume sind mit elektro-hydraulisch betriebenen Faltlukendeckeln verschlossen. Auf der Backbordseite der Schiffe befinden sich drei elektro-hydraulisch betriebene MacGregor-Krane, jeweils einer pro Laderaum. Die Krane können jeweils maximal 37,5 t heben. Sie sind für den autonomen Betrieb ausgelegt und können die Schiffe eigenständig entladen.
Die Decksaufbauten befinden sich im hinteren Bereich der Schiffe. Der rund 400 m³ fassende Tank für das Flüssigerdgas ist hinter dem Deckhaus an Deck angeordnet. Hinter dem Deckshaus befindet sich ein Freifallrettungsboot. Die Back ist als Wetterschutz gedeckt.
Der Rumpf der Schiffe ist für den energiesparenden Betrieb optimiert. Er ist eisverstärkt (Eisklasse 1A).
Die Schiffe erfüllen die Vorgaben des Energy Efficiency Design Index (EEDI) und erreichen einen Environmental Ship Index (ESI) von rund 72 von 100 Punkten.

## Schiffe
| B.Delta26LNG | B.Delta26LNG | B.Delta26LNG | B.Delta26LNG                                       |
| Bauname      | Baunummer    | IMO-Nummer   | Kiellegung Stapellauf Fertigstellung               |
| ------------ | ------------ | ------------ | -------------------------------------------------- |
| Viikki       | QS25000-1    | 9797620      | 8. Dezember 2015 31. August 2017 4. September 2018 |
| Haaga        | QS25000-2    | 9797632      | 16. Dezember 2015 20. Oktober 2017 20. August 2018 |

Die Schiffe fahren unter finnischer Flagge. Heimathafen ist Helsinki. Benannt sind sie nach Stadtbezirken von Helsinki.